# Wenzel Koberwein

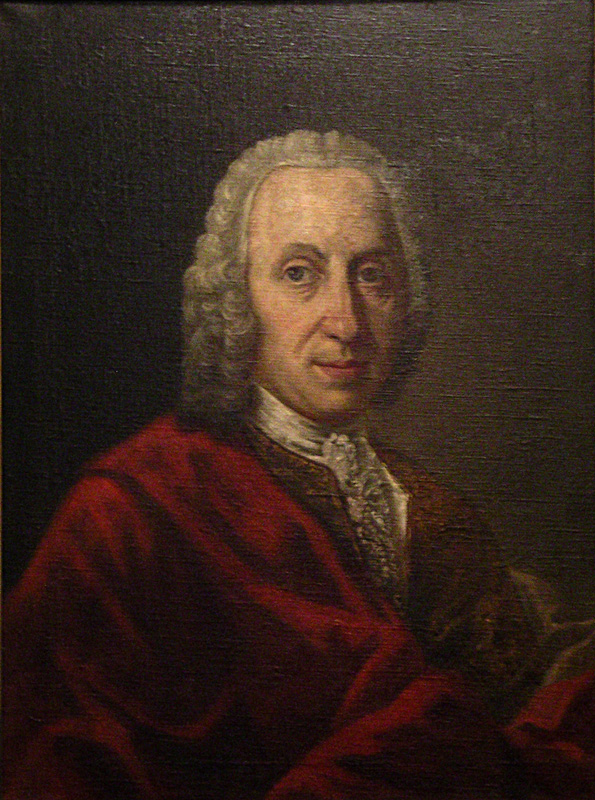
Wenzel Koberwein

Wenzel Koberwein (* 1766/1767; † 9. März 1841 in Lemberg) war ein Juwelier, Goldschmied und Kaufmann in Lemberg. Im Jahr 1809 war er unter feindlicher Besatzung gewählter Bürgermeister von Lemberg.

## Leben
Koberwein war mit Anna geb. Donatti verheiratet. Sie hatten mehrere Kinder, darunter die Tochter Elisabeth, die den Universitätsrektor und Ehrenbürger von Lemberg Peter Krausneker heiratete.

## Bürgermeister
Mit der Ablöse der  Österreichisch-Ungarischen Staatsmacht durch den napoleonischen polnischen General Poniatowski, welcher den amtierenden Bürgermeister Franz Lorenz am 26. Mai 1809 absetzte, wurde Wenzel Koberwein nach dem nun wieder geübten Magdeburger Stadtrecht am 27. Mai zum Präsidenten des Senats gewählt, bestätigt und trat am 4. Juni in die Funktion des Bürgermeisters ein. In mehreren historischen Aufzählungen der Lemberger Bürgermeister ist er als solcher benannt. Schon am 3. Juni rief er zur Einquartierungssteuer für das fremde Militär auf.
In den bis zum Jahresende dauernden Wirrnissen (auch mit befreundeter russischer Besatzung) forderte er noch am 20. Juni 1809 für den Magistrat die Bürger und Einwohner Lembergs auf, Ruhe, Ordnung und Gehorsam zu üben, verwies auf die verdoppelten Bürgerwachen und die drohende strenge militärische Bestrafung von Störern. Schon am Folgetag (21. Juni 1809) setzt ihn die zurückgekehrte Österreichisch-Ungarischen Staatsmacht ab und den früheren Bürgermeister Franz Lorenz wieder ein. Über Folgeprobleme wegen seiner Etablierung und Funktion als Bürgermeister unter Feindesmacht finden sich keine Andeutungen. 

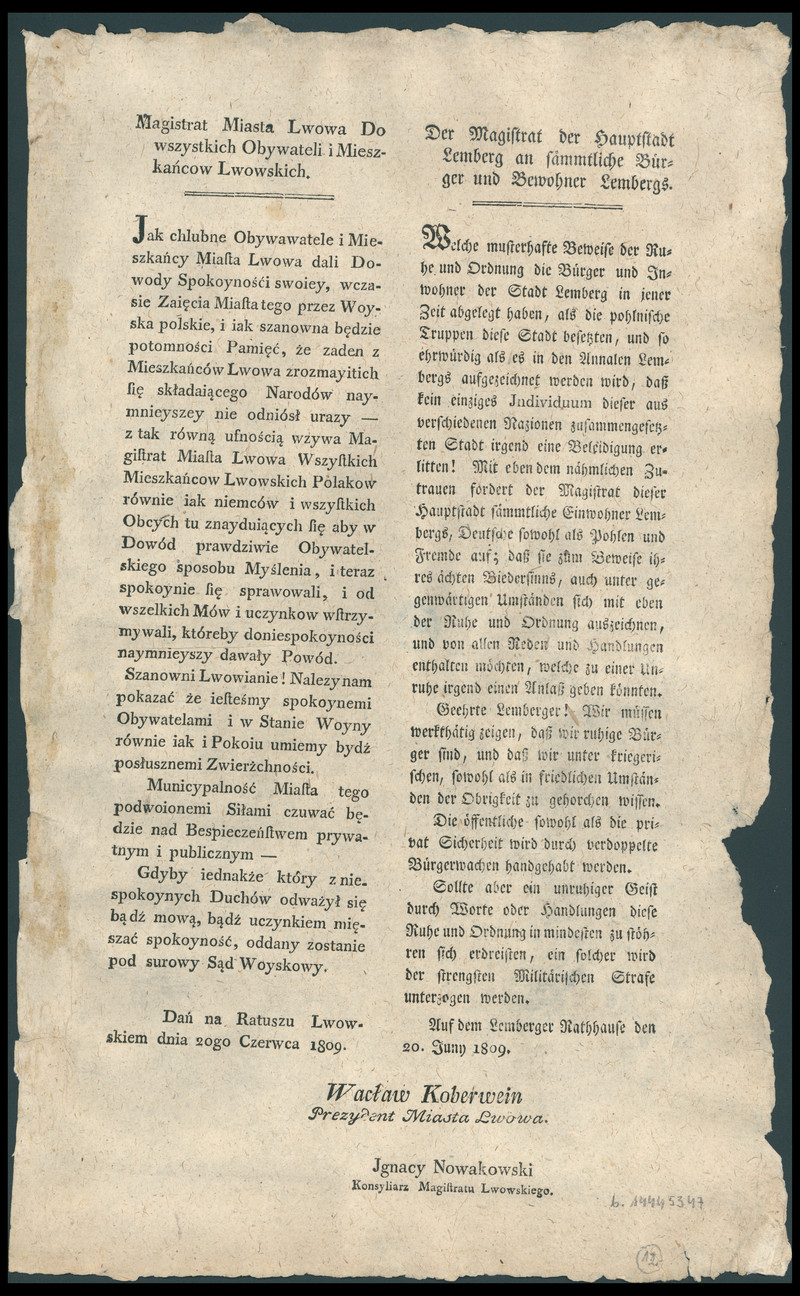
Appell des Lemberger Magistrats an die Stadtbewohner, 20. Juni 1809 (polnisch und deutsch)

## Kaufmann
Am 27. Oktober 1809 fungierte Koberwein in der Salzlieferung von 30.000 „Zenteln“ an Russland als Zwischenhändler zu einem nachteilig günstigen Preis. 1817 wurde nach früherer Feilbietung übriges Inventar Koberweins wegen Schulden versteigert.
1818 kündigte die Lemberger Zeitung die Versteigerung von Koberweins auf 23255 Fl. geschätztem Haus Nr. 455 wegen Steuerschulden an die Stadt an. Am 26. Mai 1820 kündigte sie die Versteigerung von Gütern seiner Frau Anna an. 1825 wurde sein Haus Nr. 425 versteigert.

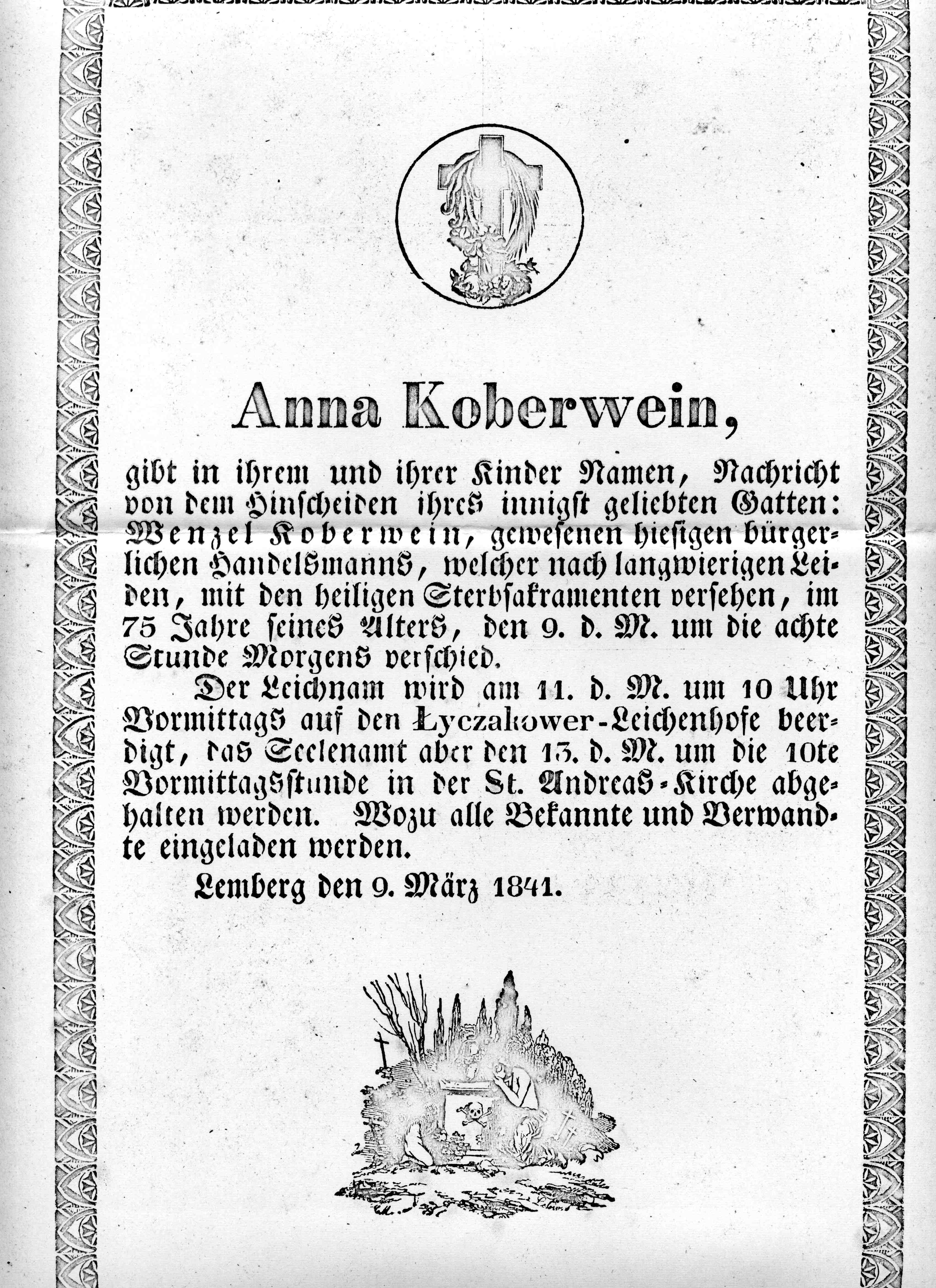
Parte Wenzel Koberwein (1841)